# Малакал
Малакал (на английски: Malakal; на арабски: ملكال) е главен град на южносуданската провинция Горни Нил. Градът е разположен по брега на река Бели Нил. Съвсем наблизо, на юг от него, реката се съединява с река Собат. През по-голямата част от последната гражданска война в Малакал има гарнизон, който се управлява от правителството в суданската столица Хартум. Трите най-големи етнически групи в Малакал са динка, нгок, нуер и шилук, въпреки че има значителен брой хора от други етноси. Мнозинството от настоящите войници на Суданската освободителна армия идват от Бахър ал Газал.
В края на ноември 2006 година тук се води Битката за Малакал. Военните сили на суданското правителство в Хартум се сражават със СОА и след няколко дена боеве военните действия са прекратени от всички страни.